# Генерални секретар Уједињених нација
Генерални секретар Организације уједињених нација је челна личност Секретаријата, једног од главних органа Организације уједињених нација.
Према Повељи Организације уједињених нација, генерални секретар се именује на заседању у Генералној скупштини, уз препоруку Савета безбедности. Опште је мишљење да је ово најутицајнија функција у Организацији уједињених нација. Улога генералног секретара и секретаријата утврђена је Поглављем XV (чланови 97 до 101) Повеље Уједињених нација. Међутим, квалификације канцеларије, процес селекције и мандат су отворени за тумачење; они су установљени обичајем.

## Тренутно на функцији
Претходни генерални секретар 1. јануара 2007, генерални секретар Организације уједињених нација био је јужнокорејски дипломата Бан Ки-Мун, којег је на ту функцију изабрала Генерална скупштина 13. октобра 2006. године. Био је све до 31. децембра 2016. до истека мандата.
Од 1. јануара 2017. године на функцији генералног секретара Организације уједињених нација је португалски дипломата Антонио Гутереш.

## Улога
Функција генералног секретара је у Повељи описана као „главни административни службеник“ организације. Неки су с почетка сматрали да би улога генералног секретара требало да буде чисто административна. Норвежанин Тригве Лај, први генерални секретар, тврдио је да је његова улога да говори и делује као лидер и посредник. Од тада сваки генерални секретар расправља о глобалним темама и проблемима у име Организације и користи свој положај како би посредовао у споровима. Ово је у складу са оригиналном визијом председника САД Френклин Д. Рузвелтом, који је имао сличну улогу пре настанка ОУН и који је имао велики утицај на њено формирање, да организацију треба да предводи „светски посредник“.
Улога генералног секретара је описана као комбиновање функција и одговорности адвоката, дипломате, државног службеника и главног извршног службеника.. Повеља УН-а одређује генералног секретара као „главног административног службеника“ УН-а и дозвољава им да обављају „друге функције које су поверене“ другим органима Уједињених нација. Повеља такође овлашћује генералног секретара да обавести Савет безбедности о „било којој ствари која по његовом мишљењу може угрозити одржавање међународног мира и безбедности“. Ове одредбе се тумаче тако да пружају широку слободу за службенике који обављају различите улоге у складу са њиховим жељама, вештинама или околностима.
Рутинске дужности генералног секретара укључују надгледање активности и дужности секретаријата; присуствовање седницама тела Уједињених нација; консултације са светским лидерима, владиним званичницима и другим заинтересованим странама; и путовања по свету да би се ангажовали са глобалним бирачима и скренули пажњу на одређена међународна питања. Генерални секретар објављује годишњи извештај о раду УН, који укључује процену активности и нацрт будућих приоритета. Генерални секретар је такође председавајући Координационог одбора главних извршних органа система Уједињених нација (CEB), тела састављеног од шефова свих фондова, програма и специјализованих агенција УН, које се састаје два пута годишње да би разговарало о суштинским и управљачким питањима са којима се суочава Систем Уједињених нација.
Многа овлашћења генералног секретара су неформална и остављена су за индивидуално тумачење; неки вршиоци дужности су се определили за више активистичке улоге, док су други били више технократски или административни. Генерални секретар се често ослања на коришћење њихових „добрих услуга“, описаних као „кораци предузети јавно и приватно, ослањајући се на његову независност, непристрасност и интегритет, како би се спречио настанак, ескалација или ширење међународних спорова“. Сходно томе, посматрачи су различито описали канцеларију као „највидљивију светску насилну проповедаоницу“ или као „светског модератора“. Примери укључују промоцију примирја Дага Хамарскјолда између зараћених страна у Арапско-израелском сукобу, преговоре Хавијера Переза де Куелара о прекиду ватре у Иранско-ирачком рату и улогу У Танта у деескалацији Кубанске ракетне кризе.

## Начин и услови избора
Генерални секретар се именује на мандат од пет година. Генерални секретари обично служе два узастопна мандата, али понекад само један. Генералног секретара именује Генерална скупштина, на препоруку Савета безбедности. Стога, избор подлеже праву вета било које од пет сталних чланица Савета безбедности.
Према конвенцији, функција се ротира према географским регионима. Међутим, Бутрос Бутрос-Гали из Египта према вољи власти из САД није добио други мандата после првог који је завршен 31. децембра 1996. године и његов наследник је изабран такође из Африке Кофи Анан. Када је Анан одслужио свој први мандат, имао је исту подршку из САД тада најутицајније земље у свету, и у УН, и тако је именован поново на дужности упркос чињеници да би следећи Генерални секретар требало да буде из Азије. Још ниједан генерални секретар није изабран из Северне Америке или Океаније.
Већина генералних секретара су компромисни кандидати из неутралних земаља и са малом дотадашњом политичком каријером. Високорангирани политичари су често предлагани за ту функцију, али су скоро увек одбијани као неодговарајући за неку од страна. На пример, личности као што су Шарл де Гол, Двајт Ајзенхауер и Ентони Идн су разматрани да буду постављени на место првог генералног секретара, али су одбијени у корист неконтроверзног Норвежанина Тригве Лаја. Сходно међународној политици и механизмима политичких компромиса, постоји пуно сличности између процеса и циљева избора генералног секретара и избора водећих фигура у међународним организацијама, укључујући ту и избор Папа у Римокатоличкој цркви.
Приликом избора кандидата за место Генералног секретара УН 2016. године у Савету Безбедности као другопласирани кандидат иза Антонија Гутереша појавио се представник Републике Србије Вук Јеремић.

## Предложено укидање функције
Раних 1960их, совјетски премијер Никита Хрушчов покушао је да укине функцију генералног секретара. Бројчана предност западних сила значила је да ће генерални секретар доћи од неке од тих земаља, и да ће наравно бити прозападно настројен. Хрушчов је дао предлог да се ова функција замени тројним саветом („троика“): један члан са Запада, један из комунистичких земаља, и један из несврстаних земаља. Идеја је пропала јер неутралне земље нису подржале совјетски предлог.

## Генерални секретари
| # | Портрет | Генерални секретар                  | Време на дужности                      | Земља порекла        | Регионална група УН-а        | Политичка партија      | Напомена | Библиографија |
| - | --- | ----------------------------------- | -------------------------------------- | -------------------- | ---------------------------- | ---------------------- | --- | ------------- |
| - | | Гледвин Џеб (1900—1996)             | 24. октобар 1945 — 2. октобар 1946.    | Уједињено Краљевство | Западно-европска и друге     | Либерална              | Привремено (вршилац дужности)                                                                                 | [ 7 ]         |
| - | После Другог светског рата, служио је као извршни секретар Припремне комисије Уједињених нација у августу 1945. године, а именован је за вршиоца дужности генералног секретара Уједињених нација од октобра 1945. до фебруара 1946. до именовања првог генералног секретара Тригвеа Лија. |                                     |                                        |                      |                              |                        | |               |
| 1 | | Тригве Ли(1896—1968)                | 2. фебруар 1946 — 10. новембар 1952.   | Норвешка             | Западно-европска и друге     | Лабуристичка           | Поднео оставку                                                                                                | (1896—1968)   |
| 1 | Совјетски Савез је препоручио Лаја, министра спољних послова и бившег лидера рада, да попуни ту функцију. Након укључивања УН-а у Корејски рат, Совјетски Савез је ставио вето на Лијево поновно именовање 1951. Сједињене Државе су заобишле вето Совјетског Савеза и препоручиле поновно именовање директно Генералној скупштини. Ли је поново именован са 46 гласова за и 5 против, уз осам уздржаних. Совјетски Савез је остао непријатељски настројен према Лију и он је поднео оставку 1952. године. |                                     |                                        |                      |                              |                        | |               |
| 2 | | Даг Хамаршелд (1905—1961)           | 10. април 1953 — 18. септембар 1961.   | Шведска              | Западно-европска и друге     | Независан              | Погинуо у авионској несрећи у Северној Родезији (сада Замбија)                                                | [ 10 ]        |
| 2 | Након што је на низ кандидата уложен вето, Хамарскјолд се појавио као опција која је била прихватљива за Савет безбедности. Реизабран је једногласно за други мандат 1957. Совјетски Савез је био љут на Хамаршелдово вођство УН током кризе у Конгу и предложио је да се место генералног секретара замени тројком, или тројком извршне власти. Суочен са великим противљењем западних земаља, Совјетски Савез је одустао од свог предлога. Хамаршелд је погинуо у авионској несрећи у Северној Родезији (данас Замбија) 1961. године. Амерички председник Џон Ф. Кенеди назвао га је „највећим државником нашег века“. Хамаршелду је постхумно додељена Нобелова награда за мир 1961. |                                     |                                        |                      |                              |                        | |               |
| 3 | | У Тант (1909—1974)                  | 30. новембар 1961 — 31. децембар 1971. | Бурма                | Азијска и Пацифичка          | Независан              | в. д. Генералног секретара од 30. новембра 1961. до 30. новембра 1962, одбио да уђе у разматрање за 3. мандат |               |
| 3 | У процесу смене Хамаршелда, свет у развоју је инсистирао на неевропском и неамеричком генералном секретару. У Тант је номинован. Међутим, због противљења Француза (Тант је председавао комитетом за независност Алжира) и Арапа (Бурма је подржала Израел), Тхант је именован само до краја Хамаршколовог мандата. Био је први азијски генерални секретар. Следеће године, 30. новембра, Тант је једногласно поново изабран на пуни мандат који је истекао 3. новембра 1966. На седници Генералне скупштине 2. децембра 1966. Тант је поново именован за генералног секретара једногласно гласањем Савета безбедности. Његов петогодишњи мандат је завршио 31. децембра 1971. Тхант није тражио треће изборе. То је једини бивши генерални секретар чија матична држава није била у Савету безбедности у његовом мандату. |                                     |                                        |                      |                              |                        | |               |
| 4 | | Курт Валдхајм (1918—2007)           | 1. јануар 1972 — 31. децембар 1981.    | Аустрија             | Западно-европска и друге     | Народна                | Вето Кине на његов трећи мандат                                                                               |               |
| 4 | Валдхајм је покренуо дискретну, али ефикасну кампању да постане генерални секретар. Упркос почетним ветоима Кине и Уједињеног Краљевства, у трећем кругу Валдхајм је изабран за новог генералног секретара. Кина је 1976. у почетку блокирала Валдхајмов реизбор, али је попустила при другом гласању. Године 1981, Валдхајмов реизбор за трећи мандат блокирала је Кина, која је ставила вето на његов избор у 15 кругова; иако званични разлози кинеске владе за вето Валдхајма остају нејасни, неке процене из тог времена верују да је то делом због веровања Кине да земља Трећег света треба да да номинацију, посебно из Америке; међутим; , остало је и питање његове могуће умешаности у нацистичке ратне злочине. Од 1986. до 1992. Валдхајм је био председник Аустрије, чиме је постао први бивши генерални секретар који се попео на позицију шефа државе. Године 1985. откривено је да је Комисија УН за ратне злочине после Другог светског рата означила Валдхајма као осумњиченог ратног злочинца на основу његовог учешћа у војсци нацистичке Немачке. Фајлови су били похрањени у архиви УН. |                                     |                                        |                      |                              |                        | |               |
| 5 | | Хавијер Перез де Куељар (1920-2020) | 1. јануар 1982 — 31. децембар 1991.    | Перу                 | Латинско-америчка и карипска | Независан              | Одбио трећи мандат                                                                                            |               |
| 5 | Перез де Куељар је изабран након петоседмичне паузе између реизбора Валдхајма и кинеског кандидата Салима Ахмеда Салима из Танзаније. Перез де Куељар, перуански дипломата који је деценију раније био председник Савета безбедности УН док је био перуански амбасадор при УН, био је компромисни кандидат. Постао је први и до сада једини генерални секретар из Америке. Реизабран је једногласно 1986. године. |                                     |                                        |                      |                              |                        | |               |
| 6 | | Бутрос Бутрос-Гали (1922—2016)      | 1. јануар 1992 — 31. децембар 1996.    | Египат               | Афричка                      | Национална демократска | Вето Америке на његов други мандат                                                                            |               |
| 6 | Покрет несврстаних од 102 члана инсистирао је да следећи генерални секретар дође из Африке. Са већином у Генералној скупштини и подршком Кине, „Покрет несврстаних има потребне гласове да блокира сваког неповољног кандидата“. Савет безбедности је спровео пет анонимних сламнатих анкета—прву за Савет—а Бутрос-Гали је изашао са 11 гласова у петом кругу. Године 1996. Сједињене Државе су ставиле вето на поновно именовање Бутроса Галија, тврдећи да није успео да спроведе неопходне реформе у УН. |                                     |                                        |                      |                              |                        | |               |
| 7 | | Кофи Анан (1938-2018)               | 1. јануар 1997 — 31. децембар 2006.    | Гана                 | Афричка                      | Независан              | Пензионисао се након два пуна мандата                                                                         |               |
| 7 | Савет безбедности је 13. децембра 1996. препоручио Анана. Потврђен је четири дана касније гласањем Генералне скупштине. Свој други мандат као генерални секретар започео је 1. јануара 2002. Кофи Анан и Уједињене нације су добили Нобелову награду за мир 2001. године. |                                     |                                        |                      |                              |                        | |               |
| 8 | | Бан Ки-Мун (рођен 1944)             | 1. јануар 2007 — 31. децембар 2016.    | Јужна Кореја         | Азијска и Пацифичка          | Независан              | Пензионисао се након два мандата                                                                              | [ 11 ] [ 12 ] |
| 8 | Бан је постао први источноазијски изабран за генералног секретара и други Азијац после У Танта. Генерална скупштина га је једногласно изабрала за други мандат 21. јуна 2011. Његов други мандат је почео 1. јануара 2012. године. Пре избора, био је министар спољних послова Јужне Кореје од јануара 2004. до новембра 2006. године. |                                     |                                        |                      |                              |                        | |               |
| 9 | | Антонио Гутерес (рођен 1949)        | 1. јануар 2017 — данас                 | Португалија          | Западно-европска и друге     | Социјалистичка         | |               |
| 9 | Гутерес је први бивши шеф владе који је постао генерални секретар и први генерални секретар рођен након успостављања Уједињених нација. Био је премијер Португала од 1995. до 2002. Такође је био председник Социјалистичке интернационале (1999–2005) и Високог комесаријата Уједињених нација за избеглице (2005–2015). Његов други мандат почео је 1. јануара 2022. |                                     |                                        |                      |                              |                        | |               |